# Praça Arariboia
Praça Arariboia é uma praça existente no centro da cidade de Niterói entre a orla e a Avenida Visconde do Rio Branco, urbanizada em 1911, como Praça Martim Afonso, em homenagem ao fundador da cidade o cacique Arariboia, no largo de mesmo nome.
É onde se localiza a estátua de Arariboia, inaugurada em 1973, em comemoração ao IV Centenário de fundação da cidade e substituí um busto em bronze da década de 1920 e o terminal hidroviário das barcas de nome Estação Praça Arariboia ou simplesmente Estação Arariboia. 

## História

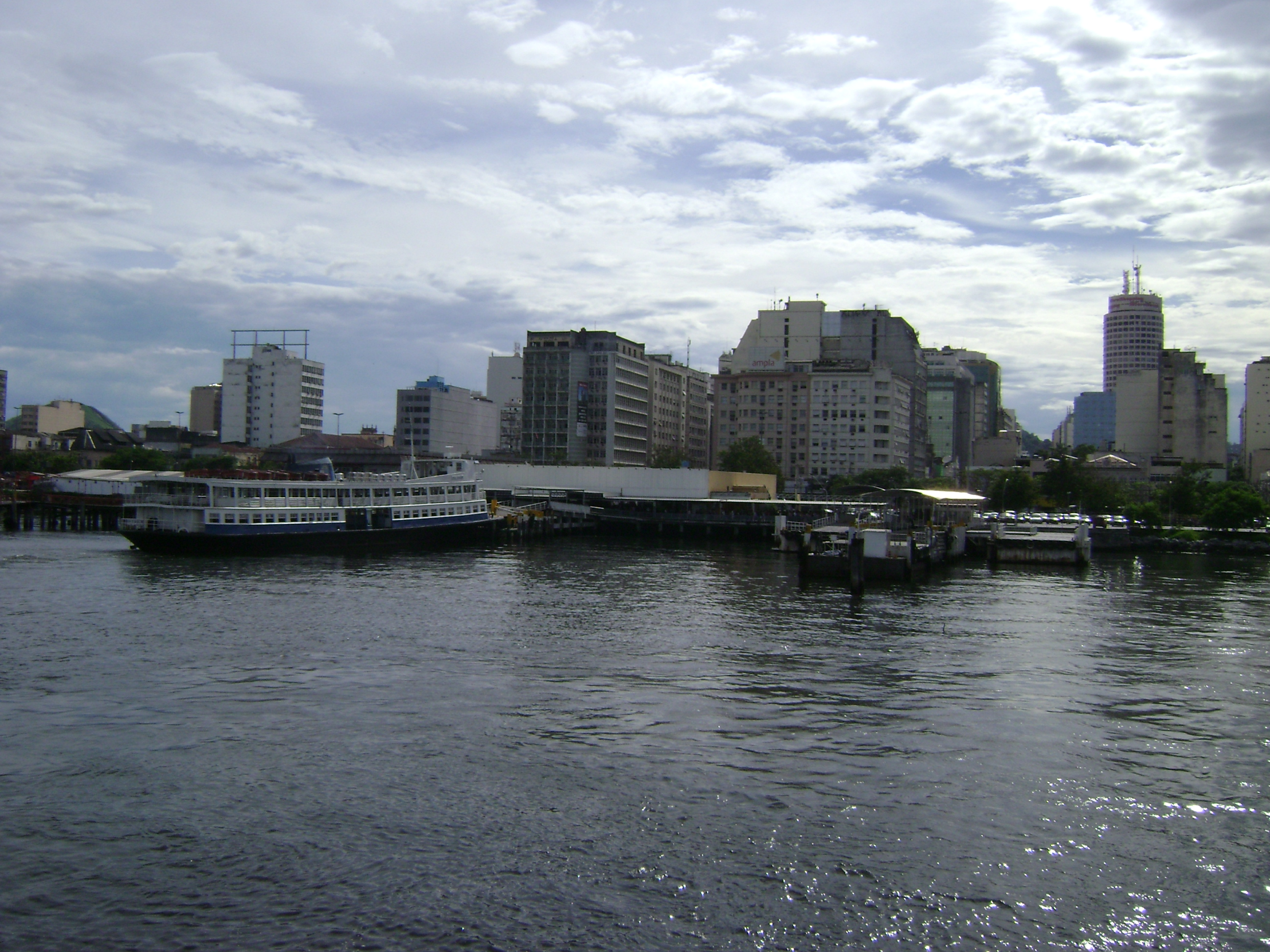
Estação hidroviária da Praça Arariboia vista de uma barca

O Largo Martim Afonso foi aberto na década de 1820, também chamado Largo do Mercado, que constava no plano de arruamento da cidade de 1819, onde funcionava um mercado público municipal até 1889. 
Este mercado foi desativada para implantação de um terminal hidroviário, que antecede o atual. Porém, desde a década de 1840 já havia ponte de atracação de barcos de ligação hidroviária entre a Cidade do Rio de Janeiro e Niterói.
Em 1942, foi aberta a Avenida Amaral Peixoto, ligando a estação das barcas, na Praça Martim Afonso (atual praça Arariboia), ao novo centro cívico da cidade, a Praça da República, e a Avenida Marquês do Paraná.
A atual estação hidroviária das barcas de nome Estação Praça Arariboia foi construído em 1959, em substituição a estação inaugurada em 1908 e destruída em meio a Revolta das Barcas (1959), que protestava contra o alto preço e as más condições das barcas da companhia Cantareira, resultando na estatização da companhia Cantareira, proprietária do serviço de transporte hidroviário na Baía de Guanabara.
A Praça Arariboia abrigou um terminal de bondes elétricos até a década de 1960, quando o terminal foi substituído por um terminal de ônibus. Este terminal funcionou até a construção do Terminal Rodoviário João Goulart em 1995, que veio a substituí-lo. Atualmente, o local dos antigos terminais de bonde e ônibus abriga a Praça JK, inaugurada em 2003 como parte integrante do Caminho Niemeyer.

## Conjunto histórico-arquitetônico do entorno
No entorno da Praça Arariboia atualmente encontra-se dois edifícios de valor histórico e artístico, o Palácio dos Correios (Niterói), em restauração para abrigar um espaço cultural dos Correios, e o edifício do cineteatro Cinema Central (que recentemente chegou a abrigar um bingo), no momento fechado.

## Um Futuro para a Praça Arariboia

### Aterro da Praia Grande
Na década de 1970 foi projetada uma nova estação para o Centro da cidade, e chegou a ser iniciada a sua construção, à beira mar do local onde funcionou a Vila Olímpica e hoje integra a Praça Popular do Caminho Niemeyer, área norte do Aterro da Praia Grande, aterro realizado na orla do Centro de Niterói. Além das estruturas de concreto que ainda estão à beira mar, foram construídas grandes peças de concreto que para lá seriam transferidas. Elas ficaram por muito anos à mostra, à beira mar, no local onde hoje existe a Praça JK.
Com a transferência da estação das barcas, a enseada em frente Praça Arariboia, formada pelo ausência de aterro nesse trecho, sofreria enfim seu aterramento, completando o Aterro da Praia Grande. Na beira mar a frente desse trecho do aterro, incluiria a construção de uma possível marina pública. O constante adiamento da conclusão do Aterro fez com que na prática tal iniciativa fosse abandonada.
Tal ideia ressurgiu temporariamente no Masterplan city Niterói, plano de revitalização encomendado a um grande escritório internacional de arquitetura e urbanismo no fim da década de 1990, cujo entorno da praça seriam construídos grandes torres comerciais. Este projeto também foi abandonado pela Prefeitura Municipal.

### Estação da futura Linha 3 do Metrô

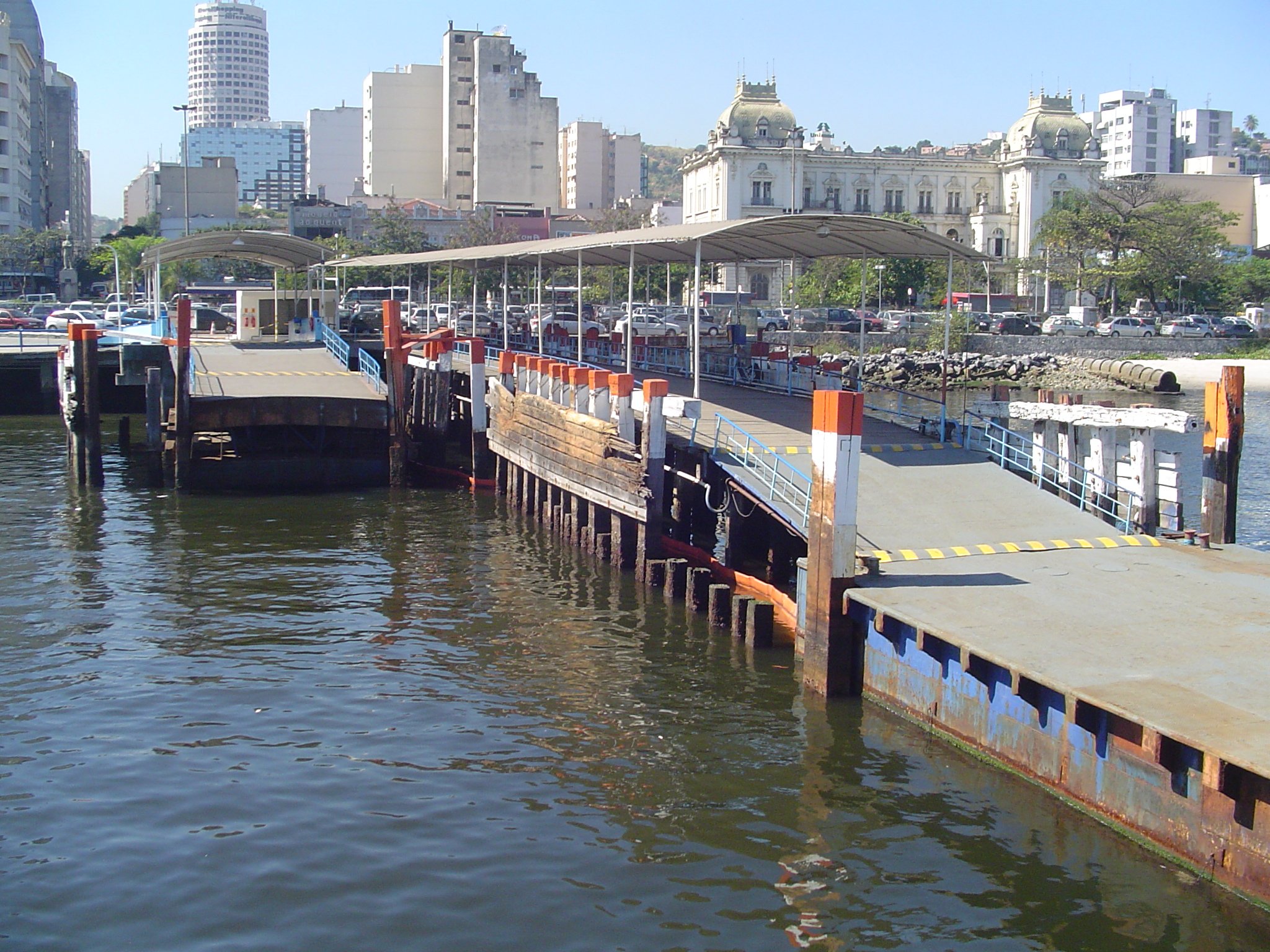
Pontes de atracação da Estação das Barcas e vista dos prédios

Está planejado desde fim da década de 1990 a construção de uma estação da Linha 3 do Metrô Rio, que ligará o Centro à cidade do Rio de Janeiro e na sequência à São Gonçalo e a Itaboraí.
Esse projeto foi substituído em 2010 pela proposta de construção de um terminal multimodal, na área do atual Terminal Rodoviário João Goulart, com projeto do arquiteto Oscar Niemeyer, que integrará ônibus, metrô e barcas.
Linha 3 começa na estação Arariboia, num projeto do arquiteto Oscar Niemeyer e se desenvolve ao longo de um trecho de 22 quilômetros – sendo 17,7 quilômetros em viadutos e 4,3 quilômetros em superfície, ligados por 14 estações. Ela também está planejada para ter um estacionamento e garagem para pequenos atendimentos e reparos no Barreto e um Centro de Manutenção, em Guaxindiba. O projeto da estação Arariboia irá compor o Caminho Niemeyer e prevê também uma possível extensão até Itaboraí, onde está sendo construído o Complexo Petroquímico do Estado do Rio de Janeiro (Comperj).

### Nova estação das barcas no Caminho Niemeyer
Na década de 1990 com a proposta de construção do Caminho Niemeyer, que incluía a transferência da estação das barcas para a Praça Popular do 'Caminho', surge a ideia de que a Praça Arariboia passaria abrigar uma marina pública, semelhante à Marina da Glória, contudo, sem o aterro dessa enseada.
O arquiteto Oscar Niemeyer chegou a projetar uma nova estação hidroviária integrada ao conjunto da Praça Popular, justamente atrás do Terminal Rodoviário João Goulart, a ser erguido pela concessionária que administrava a linha hidroviária entre Niterói e o Rio. O edifício, cujo projeto foi apresentado em 2001, teria o formato de ondas do mar contaria com um estacionamento coberto e um deque para atracação das embarcações.
Contudo, em 2010, após tratativa com o Governo do Estado, que construirá a linha 3 do metrô, o projeto do terminal foi substituído pelo de um Terminal Multimodal, que substituiria também o atual Terminal João Goulart, integrando ônibus e barcas com o metrô, com um outro projeto do próprio Oscar Niemeyer.

### Marina pública
A Marina para a Praça Arariboia consta em sucessivos projetos de revitalização desenvolvidos para o Centro de Niterói desde o fim da década de 1990 (Niterói 2000, Viva Centro, etc). O atual prefeito Rodrigo Neves (2013) anunciou que pretende incluí-la em seu próprio programa de requalificação das áreas centrais da cidade.
Porém, em uma das versões da proposta de revitalização, sugere ao contrário, que haverá aterro da enseada em frente à Praça Arariboia para construção de grandes torres de até 46 pavimentos, ou liberar a área defronte à praça para isso. Contudo, há oposição legal a tal proposta, tendo em vista atuais restrições a construções dentro do espelho d´água da Baía de Guanabara na Constituição Estadual do Rio de Janeiro e ausência de previsão no Plano Diretor do Município de Niterói, que portanto precisariam ser levados em consideração e/ou serem revisados.

### Ampliação da atual estação das barcas
Antes da da transferência do local da estação das barcas, a Prefeitura anunciou ainda reformas paisagísticas na praça e em seu entorno. Por sua vez, a atual empresa concessionária CCR Barcas anunciou a junção das da estação com a antiga estação de aerobarcos, ampliando o terminal, para permitir uma capacidade de alojamento de oito mil passageiros – o equivalente à lotação de sete catamarãs sociais – para espera pelo momento de embarque, o que acabará com as filas externas na praça, onde não há cobertura para sol ou chuva.